# Tabdi
Tabdi là một thị trấn thuộc hạt Bács-Kiskun, Hungary. Thị trấn này có diện tích 21,39 km², dân số năm 2010 là 1106 người, mật độ 52 người/km².